# 草湖石頭公廟
24°04′49″N 120°41′30″E / 24.080151°N 120.691601°E
草湖石頭公廟，是位於臺灣臺中市大里區草湖的石頭公廟，供奉三顆石頭，以求子而聞名。

## 沿革
傳說建廟由來，是台灣清治時期有名農婦在自家農田撿到一塊類似男性生殖器的石頭，作為石頭公祭拜。不久一舉得孕，讓婦人拜得更勤，碰到不孕的人家也會介紹他們來參香，於是在草湖出名。婦人晚年時，子孫建議把石頭公捐出，讓需要的人膜拜，遂建專屬的祠。
台中文史工作者白棟樑在著作《世間神仙－台中縣的土地公調查》記錄了此建廟傳說。過去祠身是三塊石片堆起，直到1960年代，大里移入眾多外來人口，草湖路拓寬，才有熱心人士改建。2010報導時，廟身為鐵皮屋。2011年重新翻修。

## 信仰
當地林姓長者表示廟裡這三顆石頭都是溪石，象徵福祿壽。除一顆像被當成土地公神像，另外兩顆石頭，一顆像小男孩露生殖器、一顆則像男性生殖器，遂吸引不少不孕的夫妻前來求子。
求子以農曆每月初一、十五最多。也有女性從彰化前來拜石頭公求子。還願的信徒會以麻油雞作祭品。此外，2012年報導時，擔任該年爐主的鄭富美表示附近民眾幾乎都是此石頭公的契子，該廟為當地信仰中心。每年農曆八月十五，該廟的契子都得回來換綰。
在大家樂、六合彩興盛時，也會有賭徒前往求取明牌。

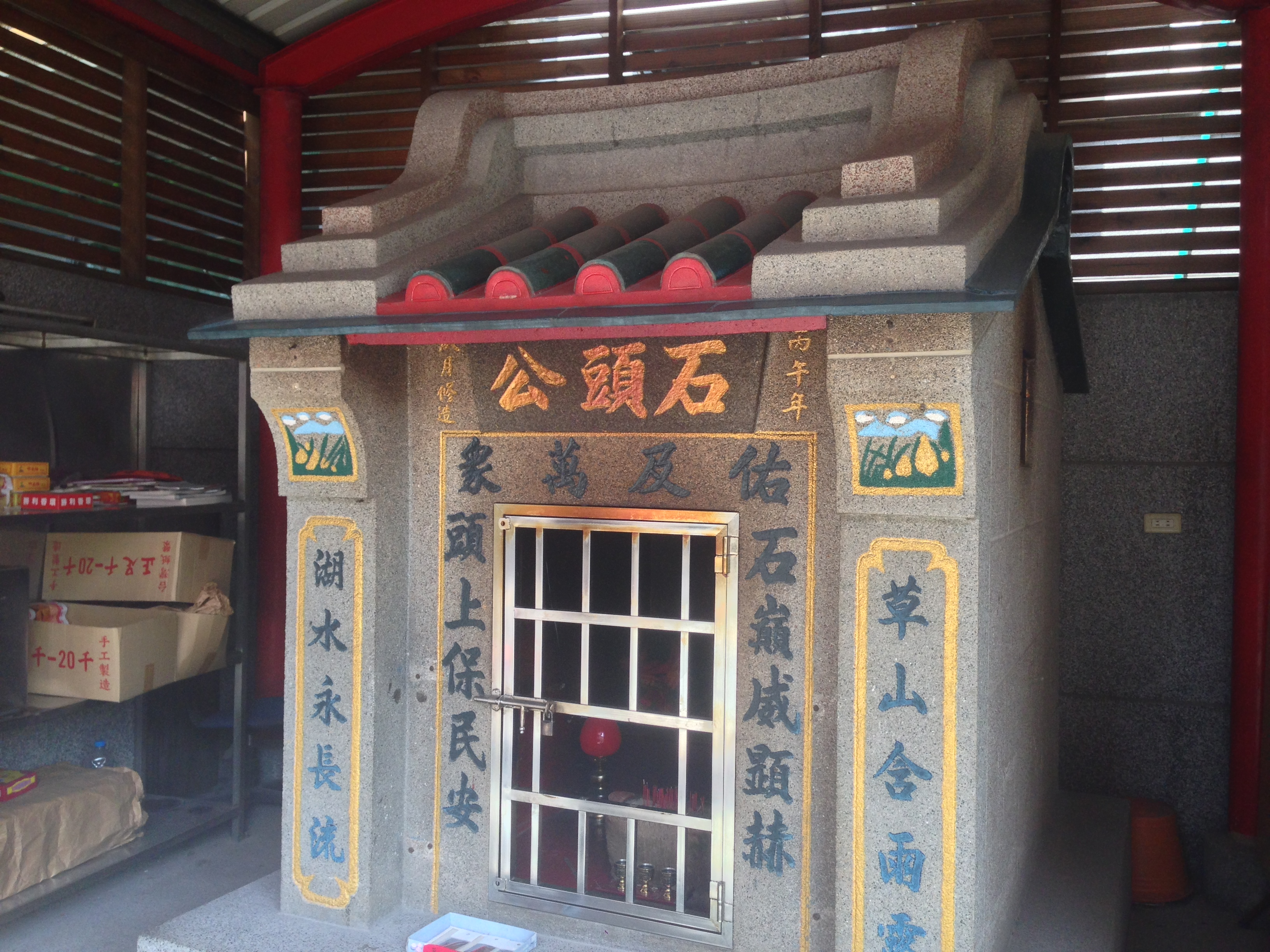
含有性暗示的對聯，為「草山含雨露、湖水永長流。」
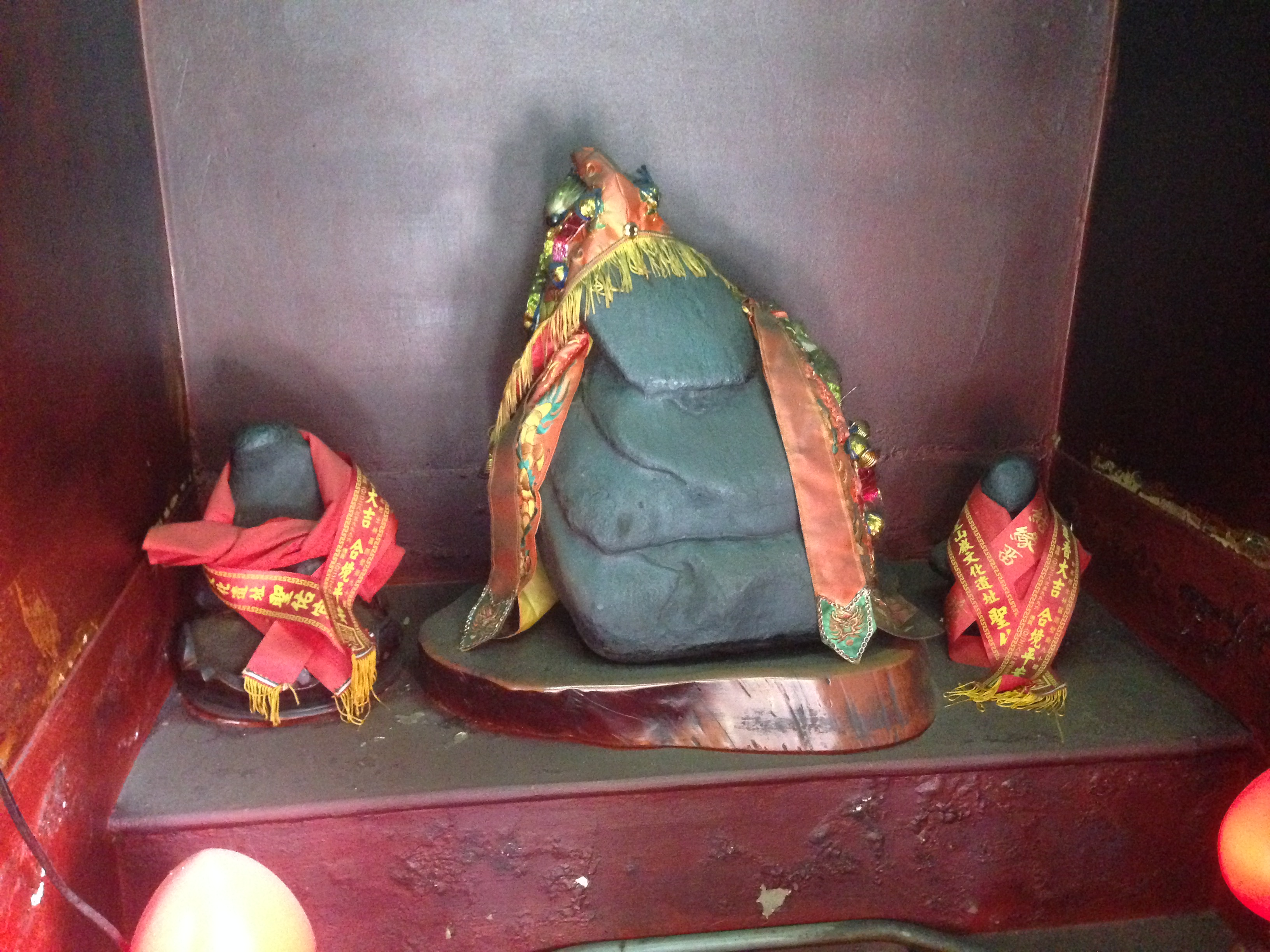
三顆石頭公
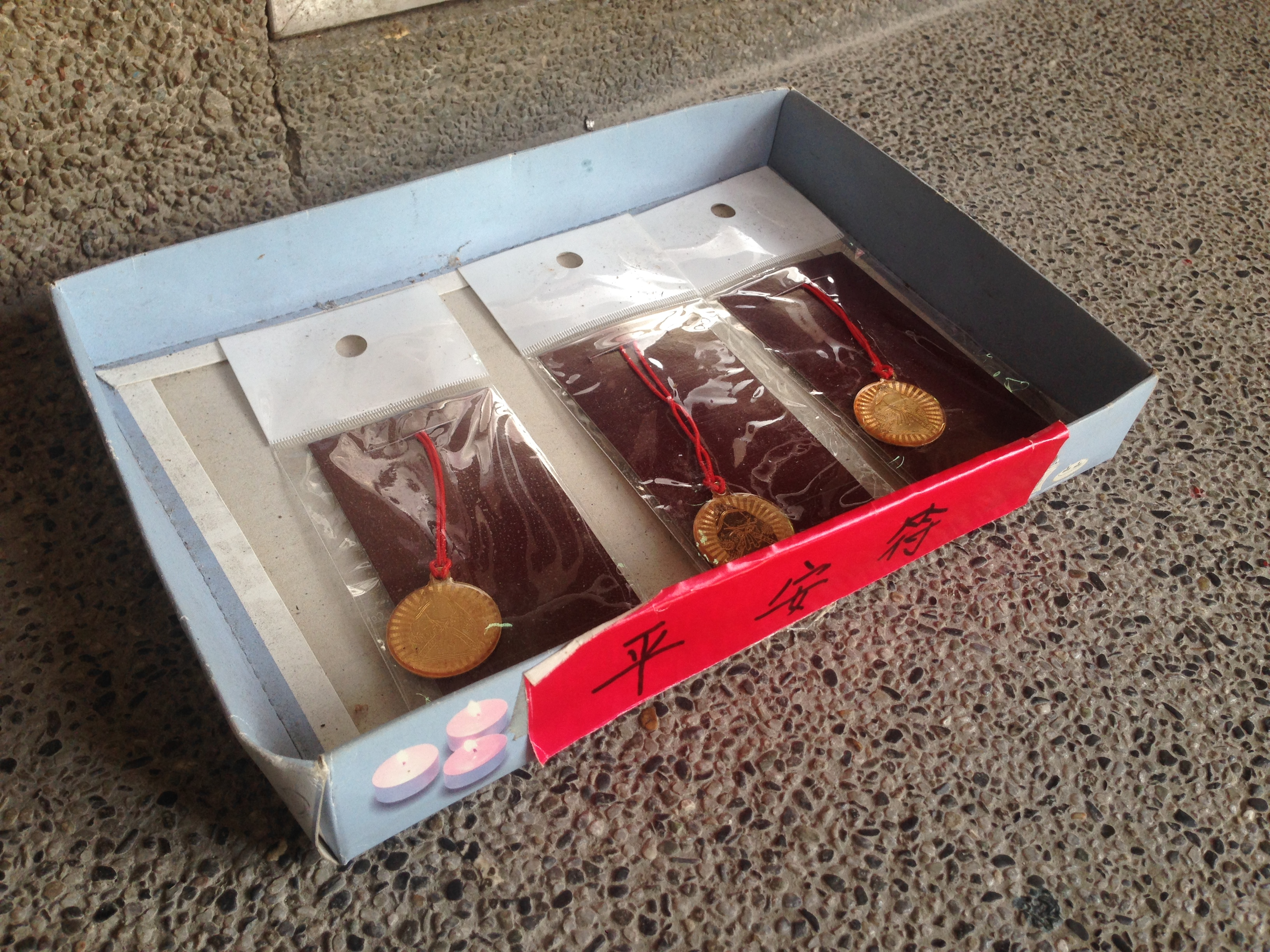
平安符